# ماریا آنا (نورنبرگ)
ماریا آنا (اسپانیایی: Mariana‎; ۲۸ اکتبر ۱۶۶۷ – ۱۶ ژوئیهٔ ۱۷۴۰)، دختر فیلیپ ویلیام، ملکزاده پالاتاین و همسر کارلوس دوم، پادشاه اسپانیا بود.
وی در کاخ اشلاس بنراف در دوسلدورف به دنیا آمد. ماریا دوازدهمین بچه فیلیپ ویلیام و الیزابت آملی که در قلعه نورنبرگ رشد و نمو یافت. در سال ۱۶۸۹ بعد از مرگ همسر اول کارلوس دوم، به عنوان همسر وی انتخاب و ملکه اسپانیا شد.